# 馬昆德 (密蘇里州)
馬昆德（英語：Marquand）是位於美國密蘇里州麥迪遜縣的城市。

## 人口
根據2020年美國人口普查的數據，馬昆德的面積為0.62平方千米，皆為陸地。當地共有人口186人，而人口密度為每平方千米300人。